# Цар на Видин
Цар на Видин е царска титла, съществувала предполагаемо от края на XIII до началото на XV век с 2 прекъсвания в 3 периода: 1280 – 1330, 1331 – 1336, 1356 – 1422 г.

## Предистория
Видин почти винаги е искал независимост. Не се споменава за бунтове на тази област през Първото българско царство. През X век се споменава за управител на областта на име Глад. Имал право сам да води войни и да сключва мирни договори. Най-вероятно е управител по времето на Петър I.
След Освобождението на България от византийска власт там има голям бунт, който цар Борил потушава с унгарска помощ.

Видински владетели са:
- Глад
- княз Ростислав Михайлович
- Яков Светослав
- Шишман I
- Михаил III Шишман Асен
- Белаур
- Иван Срацимир
- Константин II Асен

## Ростислав Михайлович
Ростислав Михайлович е бан на Мачва и Славония и бивш руски княз (на Новгород, Галиция, Чернигов). Обявява се във Видин за цар на България. Признат е обаче за цар само от Унгария, владее само Видинската област (макар и чак от Браничево и поне до Лом) до смъртта си през 1262 г. Докато воюва в Бохемия през 1260 г., Видинската област е завладяна от войските на Търновското царство начело с Константин Асен. С помощта на войски от тъст му унгарския крал Бела IV завзема отново Видин и възстановява властта си над Видинската област през март 1261 г.

## Яков Светослав
Яков Светослав е сред руските аристократи, които бягат в България след татарското нашествие. С остатъците от войската си подкрепя претендента за цар Константин Тих Асен срещу Мицо Асен. След победата на първия получава титлата деспот и му е поверено управлението на Видинско. Провежда самостоятелна политика. Отровен е по нареждане на царица Мария.

## Шишман I
Шишман I е деспот на Видин. През 1280 г., възползвайки се от слабостта на централната власт в Търновград на Георги I Тертер, се обявява за независим владетел и цар на Видин.
След неуспешна война със Стефан Милутин малко по малко властта му запада под властта на татарите на Ногай и засилващото се Търновско царство на Теодор Светослав. През 1313 г. признава върховенството на Търново.

## Михаил Шишман Асен
Михаил Шишман Асен е видински цар (1313-1323) и цар на България (1323-1330). Поема трона на баща си Шишман I през 1313 г.
През 1323 г. след смъртта на Георги II Тертер е избран за цар на България, след което присъединява Видинското царство към Търновското, с което българските земи се обединяват окончателно.
Води многобройни войни с Византия, като успява да отвоюва почти цяла Тракия. През 1330 г. се отправя на поход към Сърбия. При Велбъжд армията му с измама е победена от крал Стефан Дечански, който затвърждава всички свои придобивки в Македония от времето на похода на Михаил III към Византия.

## Белалур
Белаур (Бела Урош?) е деспот на Видин, обявил се за независим владетел. След смъртта на Михаил Шишман Асен в битката при Велбъжд е сред делегатите за мир със Стефан Дечански. Поддръжник на коронацията на Иван Стефан и негов пръв съветник.
През 1331 година след детронацията на царя и възкачването на Иван Александър се оттегля във Видинско и го отцепва отново от България. Иван Александър го побеждава през 1336 г. в битката при Дерманци. По-сетнешната му съдба е неизвестна.

## Иван Срацимир
Иван Срацимир е цар на Видинското царство от 1356 до 1396 г. Син е на Теодора Басараб и Иван Александър. Обявен е за цар на Видинското царство от баща му, след като за престолонаследник в Търново е обявен Иван Шишман.
През 1365 г., след като отказва да се признае за васал на Унгария, царството му е нападнато и покорено. Едва по-късно баща му успява да отвоюва Видин и да го върне на трона.
През 1393 г. пада Търново и голяма турска армия се насочва към Видин. През 1396 г. градът е превзет, а Иван Срацимир е пленен.

## Константин II Асен
Константин II Асен е владетел на Видинското царство и цар (император) на България. След като Иван Срацимир е пленен и отведен в тъмница в Мала Азия, Константин бяга в Унгария. След това обаче се завръща и поема управлението на малки територии, непокорени от турците.
По-късно малката му армия, заедно с тези на Стефан Лазаревич, Мануил II Палеолог и Мехмед I, разбива нахлулия преди това във владенията му Муса Челеби. От благодарност получава от султана управлението на Видинско.
През 1417 г. обаче е изгонен от България, но по-късно се връща и поема управлението. Умира през 1422 г., след което владенията му са завзети от османците.